# Tinopsis
Tinopsis es un género de plantas de la familia Sapindaceae. Contiene doce especies

## Especies seleccionadas
- Tinopsis antongiliensis
- Tinopsis apiculata
- Tinopsis chrysophylla
- Tinopsis conjugata
- Tinopsis dissitiflora
- Tinopsis isoneura
- Tinopsis macrocarpa
- Tinopsis phellocarpa
- Tinopsis tamatavensis
- Tinopsis tampolensis
- Tinopsis urschii
- Tinopsis vadonii

- Datos: Q10382605